# Anteproyecto de Estatuto de Autonomía de Aragón de 1936
El Anteproyecto de Estatuto de Autonomía de Aragón de 1936 fue un proyecto autonomista desarrollado durante la Segunda República. Es también conocido como Estatuto de Caspe debido a que fue en esta ciudad aragonesa donde grupos de juventudes de izquierdas se reunieron en mayo de 1936 y decidieron hacer un estatuto de automía.
Fue encargada su redacción al militante nacionalista Gaspar Torrente quien forma una comisión y cuyo trabajo culmina en junio de 1936 con la completa redacción del manuscrito. 
El texto definitivo es presentado el 7 de junio, y el 15 de julio de 1936 es entregado a las Cortes, junto al  Proyecto de Estatuto de Autonomía de Galicia de 1936. Sin embargo el estallido de la Guerra Civil a partir del 17 de julio truncan toda posibilidad de que la iniciativa autonomista siga adelante, dividiéndose rápidamente Aragón en dos zonas divididas por la línea del frente.